# Ichneumon obliteratus
Ichneumon obliteratus är en stekelart som beskrevs av Wesmael 1855. Ichneumon obliteratus ingår i släktet Ichneumon och familjen brokparasitsteklar. Arten är reproducerande i Sverige. Inga underarter finns listade i Catalogue of Life.